# KIX-S (アルバム)
『KIX-S』（キックス）は、1991年8月21日にアポロン / Dreamixから発売されたKIX-Sの1枚目のアルバム。

## 内容
KIX-Sの記念すべきデビューアルバム。ページの最後に個々の自己紹介が表記されている。
「STILL IN MY HEART」を除く全曲は、安宅美春による自作曲である。

## 批評
CDジャーナルは、「コワもてのレディースロックを目指すわりにヴォーカルがかわいい。一生懸命だけど余裕がないのが辛い。」と批評した。

## 収録曲
| 全作詞: 浜口司。 |                            |           |                    |          |      |
| #                | タイトル                   | 作詞      | 作曲               | 編曲     | 時間 |
| 1.               | 「CRUSH」                  | 浜口司    | 安宅美春           | 井上日徳 | 3:21 |
| 2.               | 「とびきりの LONELY TIME」 | 浜口司    | 歌川和彦・安宅美春 | 明石昌夫 | 3:56 |
| 3.               | 「ロックでいかが?」        | 浜口司    | 安宅美春           | 明石昌夫 | 4:46 |
| 4.               | 「HURRY UP」               | 浜口司    | 安宅美春           | 井上日徳 | 3:44 |
| 5.               | 「DON'T LOOK BACK」        | 浜口司    | 安宅美春           | 明石昌夫 | 4:22 |
| 6.               | 「STILL IN MY HEART」      | 浜口司    | 羽田一郎           | 井上日徳 | 5:43 |
| 合計時間:        | 合計時間:                  | 合計時間: | 合計時間:          | 25:52    |      |

## 参加ミュージシャン
- 浜口司 - ボーカル
- 安宅美春 - ギター
  - 増崎孝司 - アコースティックギター
  - 明石昌夫 - シンセサイザー